# وزیر نیروی هوایی ایالات متحده آمریکا
وزیر نیروی هوایی ایالات متحده آمریکا (انگلیسی: United States Secretary of the Air Force) رئیس وزارت نیروی هوایی ایالات متحده آمریکا، یک سازمان زیرمجموعه وزارت دفاع ایالات متحده، است. وزیر نیروی هوایی توسط رئیس‌جمهور، با مشاوره و رضایت سنا، از جانب غیرنظامیان تعیین می‌شود. وزیر کنونی نیروی هوایی تروی مینک است.